# Archidiocèse de Manille
L'archidiocèse de Manille est une circonscription ecclésiastique de l’Église catholique aux Philippines. Créé en 1579 comme premier diocèse des iles Philippines il fut érigé en archidiocèse métropolitain en 1595 par le pape Clément VIII. Divisé de nombreuses fois au cours de l’histoire il n’en reste pas moins le diocèse le plus important du pays, et de facto son siège primatial. 
Le siège archiépiscopal est occupé par le cardinal Jose Advincula. Son église cathédrale est la Basilique de l'Immaculée Conception, qui est également patronne principale de la République des Philippines et du peuple philippin.

## Population

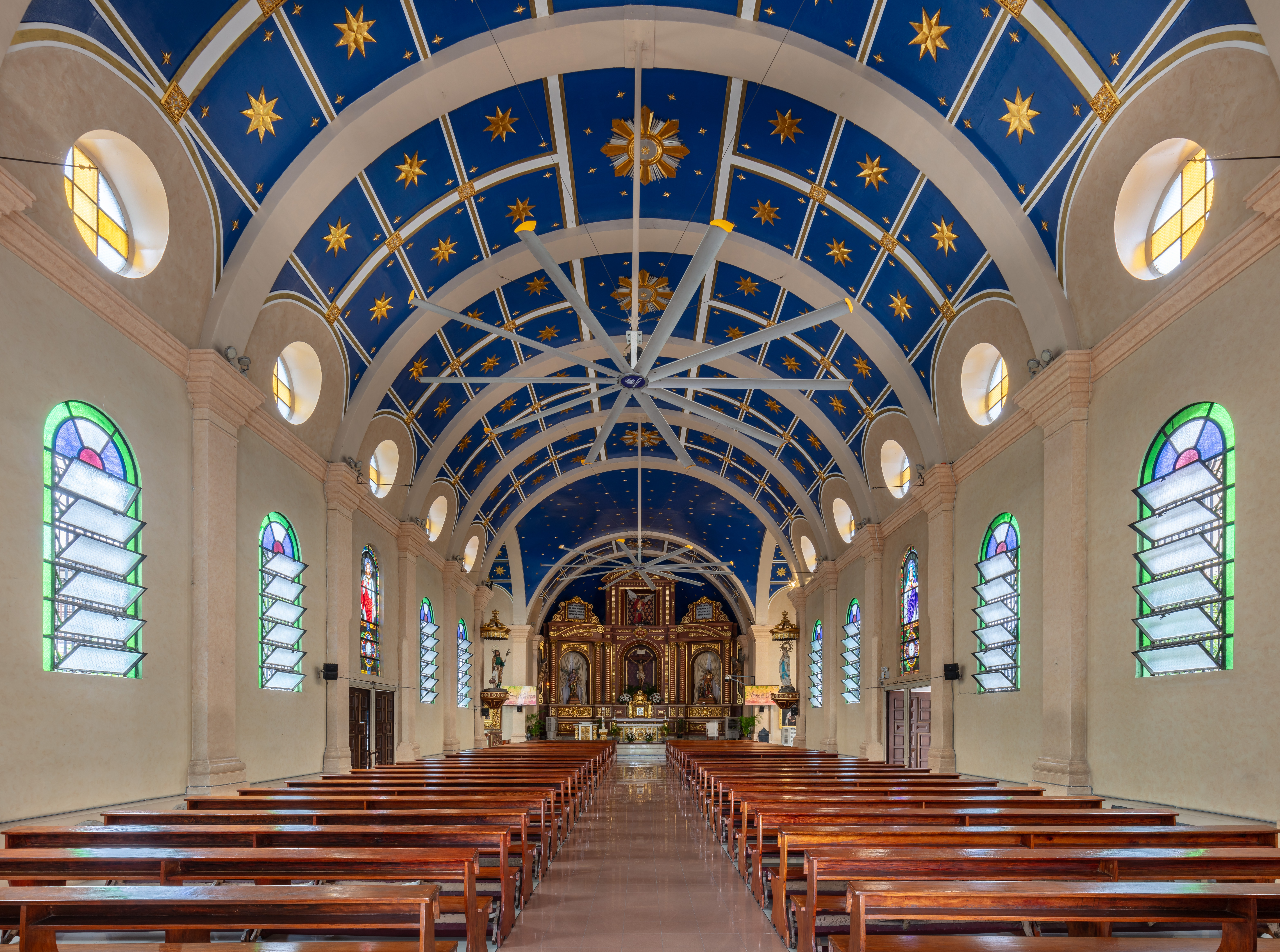
Intérieur de l'église San Miguel dans l'archidiocèse. Aout 2023.

Sur une superficie de 315 kilomètres carrés l’archidiocèse de Manille compte 2 720 000 fidèles catholiques repartis en 316 paroisses desservies par 475 prêtres séculiers(sans compter les nombreux prêtres et frères religieux). Il compte un grand nombre d’institutions éducatives - écoles, collèges, universités et facultés ecclésiastiques - de même que des institutions caritatives et couvents contemplatifs. 
En sont suffragants les diocèses de Imus, Malolos (es), Antipolo, Novaliches, Parañaque, Cubao, Calookan, Pasig et San Pablo.

## Histoire
Le diocèse de Manille est érigé canoniquement le 6 février 1579, par le pape Grégoire XIII (bulle ‘Illius fulti præsidio‘.), à peine 8 ans après la fondation de la ville de Manille par Lezgapi (19 mai 1571). Couvrant l’ensemble des territoires et colonies espagnoles en Asie orientale il est alors suffragant de l'archidiocèse de Mexico. 
Domingo de Salazar, un père dominicain du couvent Saint-Sébastien de Salamanque (Espagne), est choisi par Philippe II d’Espagne et approuvé par le pape comme premier évêque du nouveau diocèse.
La croissance du christianisme dans la région fait que de nouveaux diocèses sont créés, Nueva Caceres, Nueva Segovia et Cebu. Manille, siège également de l’administration coloniale, devient alors archidiocèse-métropolitain le 14 août 1595 avec Ignacio Santibáñez promu comme le premier archevêque du nouvel archidiocèse.
De nombreuses bifurcations sont faites au cours du XXe siècle: la province de Mindoro est créée comme diocèse indépendant le 10 avril 1910 par le pape Pie X. En même date est créé le diocèse de Lipa (en) (aujourd’hui archidiocèse) qui a juridiction sur les catholiques des provinces de Batangas, Quezon, Marinduque et certaines parties de Masbate.
Dix-huit ans plus tard, le 19 mai 1928, Pie XI crée le diocèse de Lingayen, en divisant Manille et Nueva Segovia : 26 paroisses sont séparées de Manille. 
En septembre 1942, par la bulle papale ‘Impositi Nobis’ Pie XII déclare Notre-Dame Immaculée Conception comme patronne principale du peuple philippin, ainsi que les saintes Pudentienne et Rose de Lima comme patronnes secondaires.
En 1948 et 1961 l’archidiocèse est à nouveau divisé. En 1948 la partie nord de l’archidiocèse devient le diocèse de San Fernando, et en 1961 les diocèses de Malolos (es) (au nord) et Imus (au sud) sont érigés, tout en restant suffragants de Manille.
En 1982 la cathédrale de l'Immaculée Conception est érigée en basilique mineure par le pape Jean-Paul II. Suit en 1983 la création d’un nouveau diocèse : Antipolo.
En 2002, deux nouveaux diocèses : Novaliches (au nord) et Parañaque (au sud). Finalement, les dernières divisions et créations ont lieu en 2003. Sur suggestion du cardinal Jaime Sin trois nouveaux diocèses voient le jour: Cubao, Caloocan and Pasig.